# Eymet
Eymet – miejscowość i gmina we Francji, w regionie Nowa Akwitania, w departamencie Dordogne.
Według danych na rok 1990 gminę zamieszkiwało 2769 osób, a gęstość zaludnienia wynosiła 89 osób/km² (wśród 2290 gmin Akwitanii Eymet plasuje się na 158. miejscu pod względem liczby ludności, natomiast pod względem powierzchni na miejscu 269.).